# 拉斑質岩漿系列
拉斑質岩漿系列（英語：tholeiitic magma series）是亞鹼性火成岩中的兩個主要岩漿系列之一，另一個是鈣鹼性系列。 岩漿系列是是指岩漿在演化中，經過岩浆分异作用所產生的一系列，具有特徵性化學成分的岩漿。拉斑質岩漿系列的岩石類型包括拉斑玄武岩、鐵玄武岩、拉斑玄武安山岩、拉斑安山岩、英安岩和流紋岩。 該系列中的各種玄武岩最初被稱為拉斑岩，但國際地質科學聯盟建使用拉斑質玄武岩。 
拉斑質岩漿系列中的岩石被歸類為亞鹼性（它們的鈉含量比其他一些玄武岩少），並且與鈣鹼性岩漿系列中的岩石的區別在於它們結晶的岩漿的氧化還原狀態。 當玄武岩的母岩漿結晶時，會優先結晶出富鎂和貧鐵的橄欖石和輝石，導致拉斑質岩漿的鐵含量隨增加。 然而，鈣鹼性岩漿結晶時，會結晶出磁鐵礦，導致其岩漿的含鐵含量比拉斑岩漿更穩定。
拉斑質岩漿與鈣鹼性岩漿之間的差異可以在 AFM （Na2O + K2O (A)、FeO + Fe2O3 (F) 和 MgO (M)）圖看出。隨著岩漿冷卻，兩者岩漿均沉澱出的鐵和鎂多於鹼，導致岩漿的鹼增加。但在在拉斑質岩漿中，優先產出的是富鎂晶體，導致岩漿中的鎂含量驟降。
像所有玄武岩一樣，拉斑岩以橄欖石、單斜輝石和斜長石為主，並含有少量鐵鈦氧化物。。拉斑岩中也可能有正輝石(orthopyroxene)或易變輝石(pigeonite)，其橄欖石可能被這些貧鈣輝石中的任何一種包圍。
拉斑岩是地殼中最常見的火成岩，由大洋中脊海底火山作用產生，構成了大部分的大洋地殼。 拉斑質岩漿最初是由地球地幔減壓而使橄欖岩（橄欖石和輝石）造成部分熔融而產生的。相比之下，鹼性玄武岩一般是海洋島嶼和大陸上噴發火山岩。 